# Ульчский район
У́льчский райо́н — административно-территориальная единица (район) и муниципальное образование (муниципальный район) в Хабаровском крае Российской Федерации.
Административный центр — село Богородское.

## История
Ульчский район был образован 17 января 1933 года из бывших Больше-Михайловского, Ульчско-Негидальского национальных районов и северной части Нижне-Тамбовского района. До 1934 года входил в состав Нижне-Амурского округа (центр округа — город Николаевск-на-Амуре). 25 января 1935 года район вошёл в состав вновь образованной Нижне-Амурской области. В октябре 1938 года Нижне-Амурская область отошла к Хабаровскому краю. 23 января 1956 года область была упразднена, и её районы, в том числе и Ульчский, вошли напрямую в состав Хабаровского края. В феврале 1963 года по программе укрупнения районов и изменения территориального деления Хабаровского края Ульчский район был слит с частью Тахтинского района и преобразован в Ульчский промышленный район, в январе 1965 года преобразован в Ульчский район с центром в селе Богородское.

## География
Ульчский район расположен в центрально-восточной части Хабаровского края, протянувшись вдоль реки Амур с севера на юг на 340 км. Территория района занимает площадь 39 310 км². Район граничит на юге — с Ванинским и Комсомольскими районами, на северо-западе — с районом имени Полины Осипенко, на севере — с Николаевским районом. На востоке омывается водами Татарского пролива.
Территория района неоднородна, значительную её часть занимают Удыльско-Кизинская и Амуро-Амгуньская низменности. На северо-западе протянулся Чаятынский хребет со средними высотами в 500—600 метров, максимальными — до 980 метров. Правобережье реки Амур представляет собой плато вулканического происхождения с высотами до 700—800 метров, расчленённое небольшими реками. Отдельные вершины здесь представляют конусы древних вулканов (вершины на мысах Сушева, Чихачева, в районе озёр Кади и Кизи). К югу от озера Кизи, в верховьях правого притока рек Яй и Муты простираются северные отроги Голого хребта Хумми, высшая его точка — гора Шаман — возвышается на 1182 метра.
Река Амур играет значительную роль в жизни населения и развитии экономики района. Она связывает почти все населённые пункты района с городами Николаевском-на-Амуре, Комсомольском-на-Амуре, Амурском и Хабаровском. Амур является не только крупнейшей водной магистралью, но и базой для хозяйственной деятельности рыболовецких колхозов. В него впадают около 160 рек различной длины: Амгунь, Бичи, Пильда, Лимури, Яй и другие.
Самым крупным озером является озеро Удыль (площадь 390 км²), связанное с рекой Амур через Ухтинскую протоку. Другими крупными озёрами являются Кизи, Дальжинское, Дудинское, Акшинское, Кади, Иркутское, Пальмука, Дали, Далган.
Большое значение для района имеет и то, что он с восточной стороны имеет выход в Татарский пролив. Большая часть заготавливаемого леса в районе вывозится морским путём через порт Де-Кастри.

## Климат
Климат умеренный, муссонный. Среднегодовая температура воздуха в континентальной части района колеблется от −0,8°C до −2,8 °C, на побережье Татарского пролива — от +0,5 °C до +0,9 °C. Среднегодовое количество осадков составляет около 470—480 мм.
Ульчский район приравнен к районам Крайнего Севера.
Зима холодная, сухая, ясная. Средняя температура самого холодного месяца января равна −25 °C … −28 °C, на побережье — около −18 °C. Абсолютные минимумы на уровне −45 °C … −50 °C. Количество дней со снежным покровом составляет 170—180.
Лето умеренное, тёплое, влажное. Средняя температура июля от +15 °C … +16 °C на побережье и до +17 °C … +19 °C в континентальной части. Абсолютные максимумы в отдельные годы доходят до +35 °C. Продолжительность вегетационного периода составляет около 154 дней.

## Население
| 1933    | 1959    | 1970    | 1979    | 1989    | 1992    | 2000    |
| ------- | ------- | ------- | ------- | ------- | ------- | ------- |
| 15 100  | ↗23 796 | ↗27 725 | ↘27 715 | ↗28 746 | ↗29 200 | ↘27 300 |
| 2002    | 2004    | 2008    | 2009    | 2010    | 2011    | 2012    |
| ↘23 930 | ↘23 883 | ↘22 400 | ↘22 152 | ↘18 729 | ↘18 615 | ↘18 008 |
| 2013    | 2014    | 2015    | 2016    | 2017    | 2018    | 2019    |
| ↘17 573 | ↘17 088 | ↘16 583 | ↘16 044 | ↘15 761 | ↘15 466 | ↘15 172 |
| 2020    | 2021    | 2023    | 2024    | 2025    |         |         |
| ↘14 869 | ↘14 604 | ↘14 304 | ↘13 977 | ↘13 768 |         |         |

Городское население в районе отсутствует. Крупнейшим населённым пунктом района является райцентр — село Богородское, с населением 4 232 человека (2002). Вторым по величине населённым пунктом района является посёлок Де-Кастри, с населением 3 724 (2002). Всего в районе 32 населённых пункта.

## Муниципально-территориальное устройство
В Ульчский муниципальный район входят 18 муниципальных образований нижнего уровня со статусом сельских поселений:
| №  | Сельское поселение    | Административный центр | Количество населённых пунктов | Население | Площадь, км² |
| -- | --------------------- | ---------------------- | ----------------------------- | --------- | ------------ |
| 1  | Село Богородское      | село Богородское       | 1                             | ↗3316     | 379,60       |
| 2  | Село Булава           | село Булава            | 1                             | ↗1508     | 1018,15      |
| 3  | Быстринское           | посёлок Решающий       | 2                             | ↘292      | 574,20       |
| 4  | Де-Кастринское        | посёлок Де-Кастри      | 3                             | ↘2674     | 2150,50      |
| 5  | Село Дуди             | село Дуди              | 1                             | ↘206      | 198,45       |
| 6  | Село Калиновка        | село Калиновка         | 1                             | ↘129      | 228,50       |
| 7  | Киселёвское           | село Киселёвка         | 3                             | ↘586      | 786,12       |
| 8  | Мариинское            | село Мариинское        | 2                             | ↘790      | 648,40       |
| 9  | Село Нижняя Гавань    | село Нижняя Гавань     | 1                             | ↘102      | 112,10       |
| 10 | Савинское             | село Савинское         | 2                             | ↗366      | 358,10       |
| 11 | Санниковское          | село Большие Санники   | 2                             | ↘244      | 326,60       |
| 12 | Солонцовское          | село Солонцы           | 2                             | ↘349      | 255,20       |
| 13 | Село Софийск          | село Софийск           | 1                             | ↘620      | 566,11       |
| 14 | Село Ухта             | село Ухта              | 1                             | ↘123      | 136,90       |
| 15 | Сусанинское           | село Сусанино          | 3                             | ↗881      | 642,80       |
| 16 | Тахтинское            | село Тахта             | 2                             | ↘572      | 221,90       |
| 17 | Тырское               | посёлок Тыр            | 3                             | ↘532      | 365,70       |
| 18 | Посёлок Циммермановка | посёлок Циммермановка  | 1                             | ↗1314     | 776,25       |

### Населённые пункты
В Ульчском районе 32 населённых пункта.
| №  | Населённый пункт           | Тип     | Население | Сельское поселение    |
| -- | -------------------------- | ------- | --------- | --------------------- |
| 1  | Аннинские Минеральные Воды | село    | ↘161      | Сусанинское           |
| 2  | Белоглинка                 | село    | ↘11       | Тырское               |
| 3  | Богородское                | село    | ↘3183     | Село Богородское      |
| 4  | Большие Санники            | село    | ↘244      | Санниковское          |
| 5  | Булава                     | село    | ↗1508     | Село Булава           |
| 6  | Быстринск                  | посёлок | ↘151      | Быстринское           |
| 7  | Воскресенское              | село    | ↘0        | Сусанинское           |
| 8  | Де-Кастри                  | посёлок | ↘2658     | Де-Кастринское        |
| 9  | Дуди                       | село    | ↘206      | Село Дуди             |
| 10 | имени Максима Горького     | село    | ↘3        | Киселёвское           |
| 11 | Калиновка                  | село    | ↘129      | Село Калиновка        |
| 12 | Кальма                     | село    | ↘58       | Тырское               |
| 13 | Кизи                       | село    | ↘0        | Де-Кастринское        |
| 14 | Киселёвка                  | село    | ↘567      | Киселёвское           |
| 15 | Ключевой                   | посёлок | ↘16       | Киселёвское           |
| 16 | Кольчём                    | село    | ↘29       | Солонцовское          |
| 17 | Мариинский Рейд            | посёлок | ↘336      | Мариинское            |
| 18 | Мариинское                 | село    | ↘454      | Мариинское            |
| 19 | Монгол                     | село    | ↘100      | Савинское             |
| 20 | Нижняя Гавань              | село    | ↘102      | Село Нижняя Гавань    |
| 21 | Новотроицкое               | село    | ↘0        | Тахтинское            |
| 22 | Решающий                   | посёлок | ↘141      | Быстринское           |
| 23 | Савинское                  | село    | ↘266      | Савинское             |
| 24 | Солонцы                    | село    | ↘320      | Солонцовское          |
| 25 | Софийск                    | село    | ↘620      | Село Софийск          |
| 26 | Сусанино                   | село    | ↘720      | Сусанинское           |
| 27 | Тахта                      | село    | ↘572      | Тахтинское            |
| 28 | Тулинское                  | село    | →0        | Санниковское          |
| 29 | Тыр                        | посёлок | ↘463      | Тырское               |
| 30 | Ухта                       | село    | ↘123      | Село Ухта             |
| 31 | Циммермановка              | посёлок | ↗1314     | Посёлок Циммермановка |
| 32 | Чильба                     | село    | ↘16       | Де-Кастринское        |

## Достопримечательности
- У посёлка Тыр находятся развалины буддистского храма XV века, построенного на месте его предшественника, возведенного монголами в XIII веке. Находившиеся рядом с храмом так называемые «Тырские стелы» экспонируются теперь в музее во Владивостоке[34];
- Озеро Удыль.